# Джо Кол (актьор)
Джоузеф Майкъл Коул е английски актьор. Някои от забележителните му роли включват: Лука в Скинс, Томи в Нарушителя, Джон Шелби в „Остри козирки“, Марзин и Бекит в „Тайната в очите им“, Рийз в "Зелена стая“, Били Мур в „Молитва преди зората“ и Франк в епизода на Черно огледало, Обесете диджея.

## Биография
Джоузеф Коул е роден на 28 ноември 1988 г. в Кингстън, Лондон. Най-големият от пет братя. Неговият брат, Фин Коул, също е актьор. Двамата си партнират в „Остри козирки“.

### Кариера
Актьорската кариера на Коул започва, когато той е приет в Националния младежки театър.  Първите си роли получава в шоу в Уест Енд,  в Сметката и Холби Сити, а след това заема роли в разпродадения училищен сезон на театъра на Буш.  Коул е също и сценарист на сериал с Мат Лукас. Той играе Джон Шелби в британската историческа криминална драма „Остри козирки“. Получава роля в епизод от четвъртия сезон на Черно огледало на Чарли Брукър, спечелвайки номинация BAFTA за най-добър актьор.
За ролята си на Били Мур в „Молитва преди зората“ Коул печели наградата за най-добър актьор на Британските награди за независим филм през 2018 г.

## Филмография
| Year      | Title                                                                     | Role            | Notes                                    |
| --------- | ------------------------------------------------------------------------- | --------------- | ---------------------------------------- |
| 2010      | Сметката (eng: The Bill)                                                  | Лео Купът       | Епизод: „Рикошет: Част 1“                |
| 2010      | Холби Сити (eng: Holby City)                                              | Шон Джаксън     | 2 епизода                                |
| 2010      | Стенли Парк (eng: Stanley Park)                                           | Лий             | Телевизионен филм                        |
| 2010      | Оценяване (eng: Assessment)                                               | Майкъл          | Късометражен филм                        |
| 2011      | Полети с мен (eng: Come Fly with Me)                                      | Джордан         | 2 епизода                                |
| 2011      | Несправедливост (eng:Injustice)                                           | Алън Стюард     | 4 епизода                                |
| 2012      | Скинс/Кожи (eng: Skins)                                                   | Люк             | 2 епизода                                |
| 2012      | Обем (eng:Volume)                                                         | Сам             | Късометражен филм                        |
| 2012      | Нарушител (eng:Offender)                                                  | Томи            |                                          |
| 2012      | Сега е добре (eng:Now Is Good)                                            | Скот            |                                          |
| 2012      | The Thick of It                                                           | Джак            | Епизод: „Сезон 4 – Епизод 5“             |
| 2012      | Часът (eng:The Hour)                                                      | Тревор          | 3 епизода                                |
| 2013      | Плейхоус представя (eng:Playhouse Presents)                               | Стивън          | Епизод: „Cargese“                        |
| 2013 – 19 | Остри Козирки (eng: Peaky Blinders)                                       | Джон Шелби      | Сериен филм                              |
| 2014      | Дълъг път надолу (eng:A Long Way Down)                                    | Час             |                                          |
| 2014      | Шамар (eng: Slap)                                                         | Конър           | Късометражен филм                        |
| 2014      | Падащият (eng: The Falling)                                               | Кенет Ламонт    |                                          |
| 2014      | Питърман (eng: Peterman)                                                  | Джони           |                                          |
| 2014      | Калоу и синове (eng: Callow & Sons)                                       |                 | Късометражен филм                        |
| 2015      | Налягане (eng: Pressure)                                                  | Джоунс          |                                          |
| 2015      | Зелената стая (eng:Green Room)                                            | Рийс            |                                          |
| 2015      | Тайната в очите им (eng: Secret in Their Eyes)                            | Марзин / Бекуит |                                          |
| 2017      | Молитва преди смрачаване (eng: A Prayer Before Dawn)                      | Били Муур       | BIFA Награда за най-добър актьор         |
| 2017      | Око върху Жулиета (eng: Eye on Juliet)                                    | Гордън          |                                          |
| 2017      | Луудшок (eng: Woodshock)                                                  | Ник             |                                          |
| 2017      | Благодаря ви за службата (eng: Thank You for Your Service)                | Били Уолър      |                                          |
| 2017      | Черно Огледало (eng: Black Mirror)                                        | Франк           | Епизод: Обесете Диджея (eng:Hang the DJ) |
| 2018      | Честита Нова Година; Колин Бърстийд (eng: Happy New Year, Colin Burstead) |                 |                                          |
| 2019      | Чист (eng: Pure)                                                          | Чарли           | 6 епизода                                |